# كريس دروري
كريس دروري (بالإنجليزية: Chris Drury)‏ هو لاعب هوكي الجليد أمريكي، ولد في 20 أغسطس 1976 في Trumbull, Connecticut ‏ في الولايات المتحدة.

## وصلات خارجية
- كريس دروري على موقع دوري الهوكي الوطني (الإنجليزية)
- كريس دروري على موقع قاعة مشاهير الهوكي (لاعب أن.إتش.أل) (الإنجليزية)
- كريس دروري على موقع EliteProspects.com (الإنجليزية)
- كريس دروري على موقع HockeyDB.com (الإنجليزية)
- كريس دروري على موقع Hockey-Reference.com (الإنجليزية)
- كريس دروري على موقع اللجنة الأولمبية الدولية (الإنجليزية)
- كريس دروري على موقع أوليمبيديا (الإنجليزية)